# Ciudad de los pilares

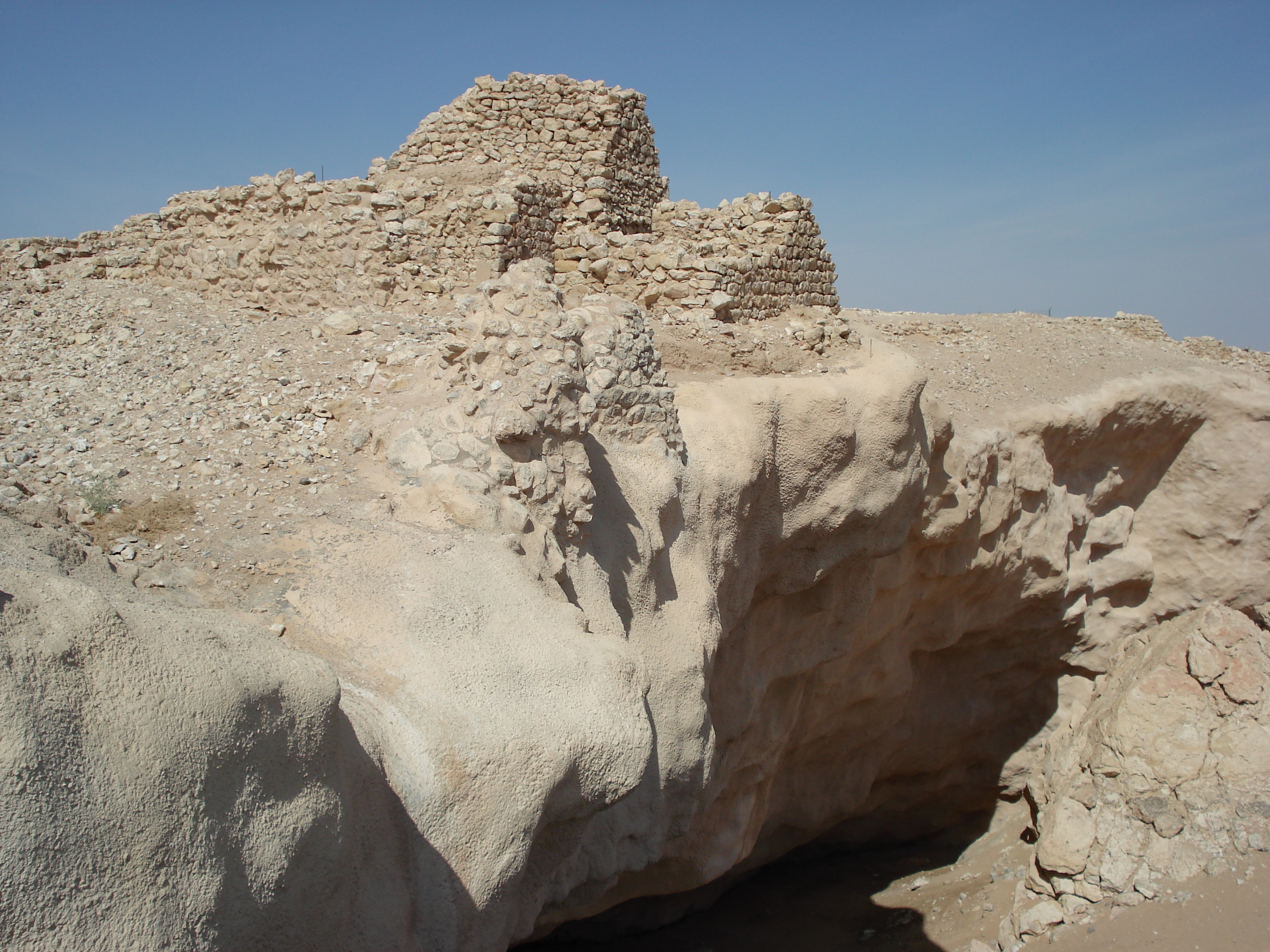
Las ruinas del oasis de Ubarite y su pozo hundido.

Iram la de las columnas o la de los pilares (árabe: إرَم ذات   العماد, Iram ḏāt al-`imād), también conocida como Ubar, Aram, Iram, Irum, Irem, Erum o Wabar, es una ciudad perdida, en la península arábiga, que ocupa en el Corán un papel similar al de Sodoma y Gomorra en el Antiguo Testamento como ciudad maldita por Dios.

## En el Corán
El máximo libro del Islam contiene una mención a esta legendaria ciudad, señalándola como ciudad maldita y castigada por Alá:

¿No has visto cómo ha obrado tu Señor con los aditas, con Iram, la de las columnas, sin par en el país, con los tamudeos, que excavaron la roca en el valle, con Faraón el de las estacas, que se habían excedido en el país y que habían corrompido tanto en él? Tu Señor descargó sobre ellos el azote de un castigo.
Corán, 89: 6 - 13.

## Posible descubrimiento
Los probables restos de la ciudad de Ubar fueron descubiertos a principios de la década de 1990 por el arqueólogo aficionado Nicholas Clapp inspirado por el libro "Arabia Félix" publicado en 1932 por el investigador Inglés Bertram Thomas.
Clapp se basó en unos antiguos mapas del conocido geógrafo Claudio Ptolomeo en el 200 d. C. y los comparó con unas rutas reveladas por los satélites de la NASA. Así fue como descubrió qué los senderos mostrados en el mapa se correspondían con los señalados por los beduinos de la zona y con las imágenes de la NASA. Dichos senderos conducían a un amplio solar dónde yacen las ruinas de una antigua ciudad conocida como Ubar.
Existen fuertes evidencias de que Iram de los Pilares forme parte de Ubar, en las excavaciones se encontraron antiguas torres que se corresponden con las descripciones de la ciudad mencionadas en el Corán, aunque esto es aún materia de debate. Su ubicación es en el territorio de la actual Omán.

## Desaparición
Al parecer la ciudad encontró su ruina debido a su gran desarrollo, puesto que estaba construida sobre un lago subterráneo que servía para el suministro de agua a la ciudad, y su gran crecimiento conllevó el vaciado del acuífero y la pérdida de la humedad en la arcilla colindante y finalmente su derrumbe, tragándose la mayor parte de la ciudad, aunque se han conservado parte de las grandes torres.

## En la cultura popular
Esta ciudad es mencionada en Las mil y una noches. 
Esta ciudad es mencionada por Lovecraft en su historia del Necronomicón como uno de los lugares visitados por Abdul Alhazred. También parece que inspira el relato La ciudad sin nombre.
Esta ciudad también es parte del argumento en el videojuego Uncharted 3: La traición de Drake, en el que se plantea que Sir Francis Drake llegó allí en un desvío mientras navegaba dando la vuelta al mundo, pero escondió las pruebas de su viaje y evidencias que llevaban a la ciudad perdida de Ubar. Esta permanece oculta hasta que el héroe Nathan Drake y una oscura y maligna sociedad secreta la redescubren 500 años más tarde.
Además, Nathan descubre que la ciudad no fue destruida por la ira de Dios, sino que sus habitantes enloquecieron al beber de un manantial contaminado con una sustancia alucinógena o por la magia oscura de unos seres de mitología árabe llamados djinn. 
Esta ciudad también es mencionada en el libro El séptimo santuario de Daniel Easterman, en este libro se menciona como uno de los santuarios de los asesinos y como la mayor hazaña arqueológica.
Mencionada también en el libro American Gods de Neil Gaiman.
Protagonista de la novela La Ciudad Perdida (Sandstorm, 2004) de James Rollins.
Mencionada en la novela Cuentos de la Alhambra de Washington Irving en el capítulo Leyenda del astrólogo árabe. 
1. ↑  Glassé, Cyril; Smith, Huston (2001). The new encyclopedia of Islam. Walnut Creek, CA: AltaMira Press. p. 126. ISBN 978-0-7591-0190-6.
2. ↑  «Location of Ubar, Lost City of Arabia». Lost city of Arabia (en inglés). Consultado el 22 de diciembre de 2010.
3. ↑  Irving, Washington (1829). Cuentos de la Alhambra. ISBN 9788423972098.

En La leyenda del astrólogo árabe, Washington Irving menciona los jardines de Irem. Los Jardines de Irem son una referencia a un paraíso legendario mencionado en la tradición árabe y en el Corán. Se dice que eran exuberantes jardines, creados por el rey Shaddad, de la tribu de los Aditas, como una imitación del paraíso celestial. 